# Axa (roman)
Axa (2007) (titlu original Axis) este un roman science fiction scris de Robert Charles Wilson. Este o continuare a romanului câștigător al premiului Hugo Turbion, publicat cu doi ani mai devreme. Romanul a fost nominalizat la premiul John W. Campbell în 2008.
Romanul relatează evenimente care se petrec la câteva decenii după cele din Turbion și are ca temă principală relația dintre teologie și știință.

## Intriga
Acțiunea Axei se petrece pe o nouă planetă, menționată la sfârșitul Turbionului, lume creată de ipotetici pentru a susține viața umană și care e legată de Oceanul Indian de pe Pământ printr-o Arcadă. Oamenii colonizează această lume nouă și, cum era de așteptat, îi exploatează fără milă resursele, în special bogatele depozite de petrol din deșerturile vestice ale continentului Equatoria.
Lise Adams este o tânără care vrea să dezlege misterul dispariției tatălui ei, petrecut în urmă cu zece ani. Turk Findley este angajatul unei companii aeriene, care transportă oameni cu avionul său pe noua lume. Cei doi se reunesc atunci când planeta este asaltată de furtuni de cenușă spațială, conținând rămășițe ale mașinilor ipoteticilor. Curând, aparent primitoarea planetă devine una periculoasă, natura timpului fiind din nou dată peste cap de entități necunoscute.
Un grup cvasi-religios de cvadri de pe Pământ, condus de Dr. Avram Dvali, trăiește în deșertul asaltat de căderile de cenușă. Ei au creat un copil pe care îl numesc Isaac, căruia i-au aplicat tratamentul marțian (fatal pentru adulți) care îi permite să ia legătura cu ipoteticii. Departamentul Securității Genomice vânează acest grup pe cvadri și, de asemenea, pe cvadra marțiană Sulean Moi, care dezaprobă experimentul grupului.
Prin intermediul Dianei Dupree (soția lui Tyler - personajul care a relatat acțiunea din Turbion - acum mort), Lise și Turk ajung la acest grup. Lise discută cu Dvali și cu Sulean Moi, doi oameni care i-au cunoscut bine tatăl, reușind să pună cap la cap piesele dispariției tatălui ei.
Lumea nouă devine câmpul de acțiune a numeroase mașinării ale ipoteticilor, care o împânzesc sub chipul unor plante ciudate. Prin intermediul lor, Isaac (și cvadri care supraviețuiesc schimbărilor drastice ale climei) ia legătura cu ipoteticii.

## Continuare
În luna iulie a anului 2011 a fost publicată o a treia carte a seriei, intitulată Vortex.

## Opinii critice
Quill & Quire constată că "Axa este un roman mai omogen și cu un ritm superior Turbionului, dar și mai convențional", comentând: "Dezlegarea misterului ipoteticilor abia dacă avansează puțin, în timp ce intriga cade într-o serie de clișee fantastice și divagații biblice de genul soririi celui ales în mijlocului unui popor al deșertului". Rat Race Refugee are o părere complet opusă, considerând Axa "o continuare excelentă a Turbionului" și aducând ca argument faptul că "unele dintre speculațiile începute în Turbion sunt dezvoltate mai departe, mai ales în ceea ce privește oferirea de noi detalii despre ipotetici". 